# Triaenodes intricata
Triaenodes intricata är en nattsländeart som beskrevs av Arturs Neboiss 1977. Triaenodes intricata ingår i släktet Triaenodes och familjen långhornssländor. Inga underarter finns listade i Catalogue of Life.